# شیمی سبز

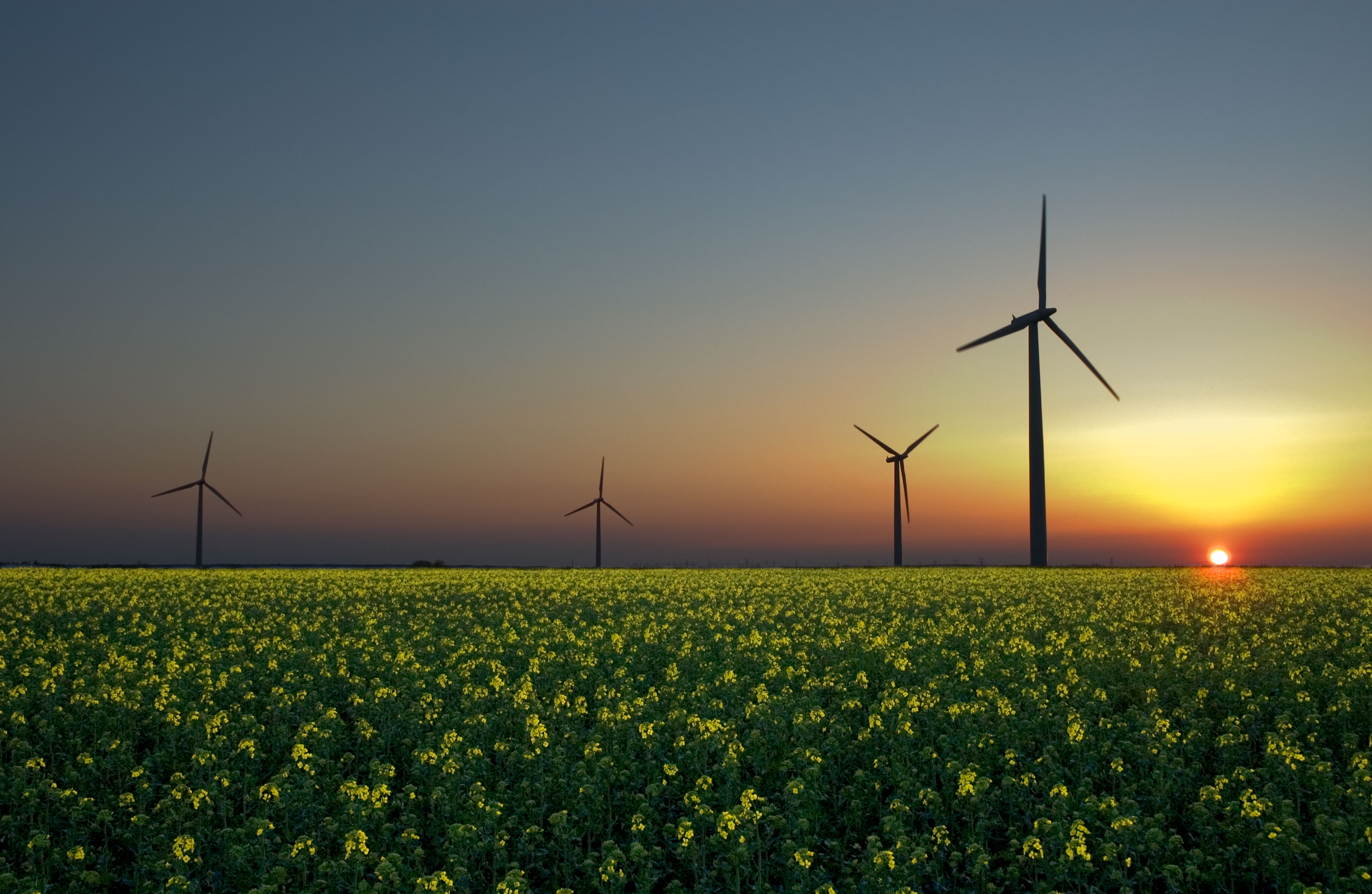
توربین های بادی در مزرعه کلزا در زاندسنبن، آلمان. در این عکس می توانید سه منبع اصلی انرژی های تجدیدپذیر را ببینید: انرژیبادی، انرژیخورشیدی و زیست‌توده.به‌طور‌کلی، یکی از منابع قابل اعتماد برای ایجاد انرژی به روش‌های تجدید‌پذیر هستند که نه تنها تاثیری بر آب و هوا و محیط‌زیست ندارند.

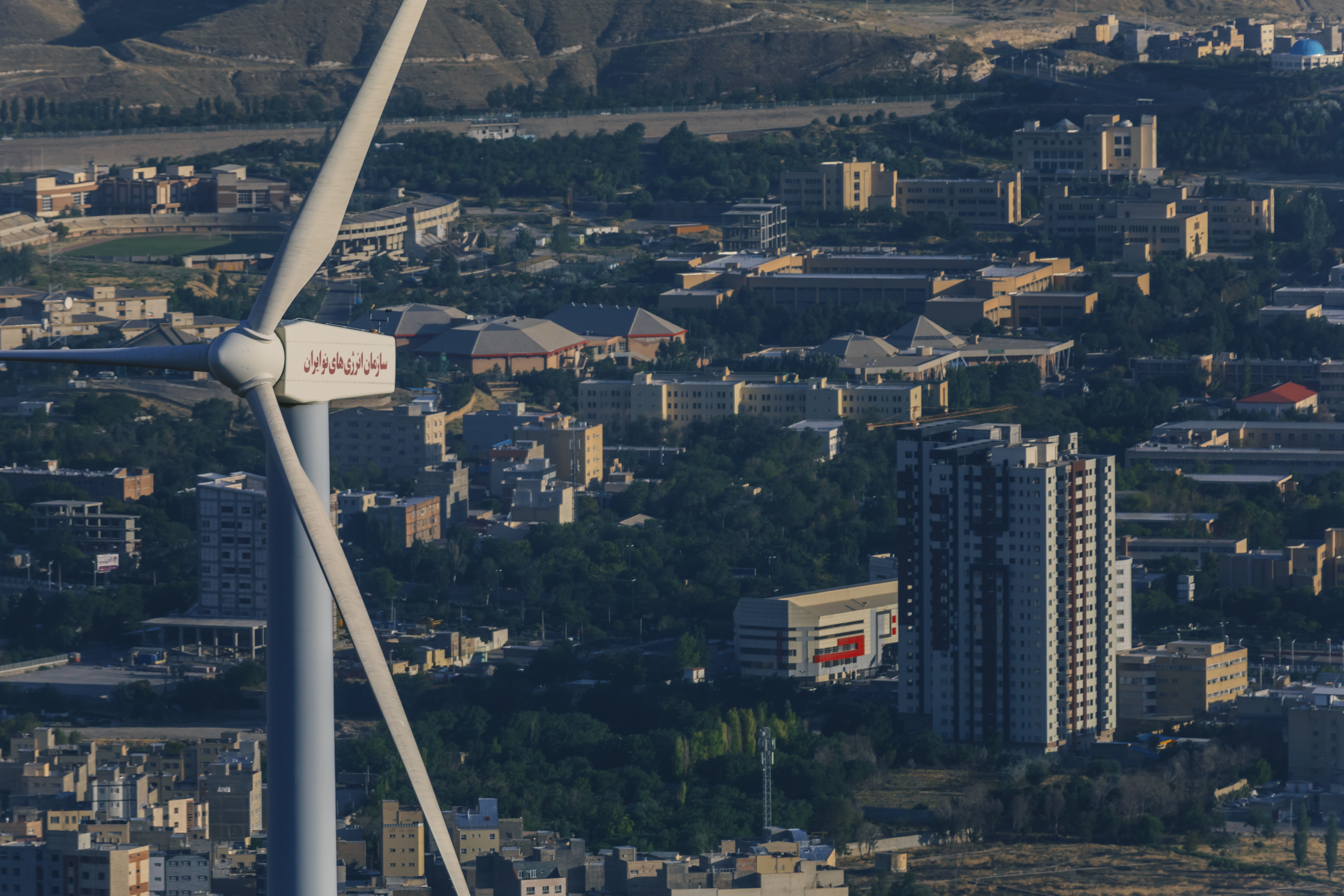
یک توربین بادی بر فراز کوه عینالی در کلان‌شهر تبریز

شیمی سبز که شیمی پایدار نیز نامیده می‌شود، فلسفه تحقیقاتی شیمی و مهندسی شیمی است که هدف آن طراحی محصولات و فرایندهایی می‌باشد که با محیط زیست سازگار بوده و خطرات ناشی از مواد شیمیایی به حداقل برسد.
در حالی که شیمی محیط زیست، شیمی محیط زیست طبیعی است و از مواد شیمیایی آلاینده در طبیعت بحث می‌کند، شیمی سبز به دنبال کاهش و جلوگیری از آلودگی در محیط زیست می‌باشد.